# Cerro del Tigre
Cerro del Tigre är en ort i Mexiko.   Den ligger i kommunen Colipa och delstaten Veracruz, i den sydöstra delen av landet, 260 km öster om huvudstaden Mexico City. Cerro del Tigre ligger 516 meter över havet och antalet invånare är 232.
Terrängen runt Cerro del Tigre är huvudsakligen lite kuperad. Cerro del Tigre ligger uppe på en höjd. Runt Cerro del Tigre är det ganska tätbefolkat, med 100 invånare per kvadratkilometer. Närmaste större samhälle är Misantla, 12,8 km väster om Cerro del Tigre. I omgivningarna runt Cerro del Tigre växer huvudsakligen savannskog.